# Mönchsberg (Haundorfer Wald)
Der Mönchsberg ist ein 528,7 m ü. NHN hoher, bewaldeter Berg im Westen des Spalter Hügellandes im mittelfränkischen Landkreis Weißenburg-Gunzenhausen. Er gehört zu den höchsten Erhebungen des Haundorfer Waldes.

## Geographie

### Lage
Der bewaldete Mönchsberg erhebt sich im Norden des Landkreises Weißenburg-Gunzenhausen nahe der Grenze zum Landkreis Ansbach, etwa zwischen Mitteleschenbach und Haundorf innerhalb eines großflächigen Waldgebiets. Südlich entspringt aus den Pechhüttenquellen der Mönchberggraben, ein Nebenfluss des Nesselbachs, der den südlich des Mönchsbergs gelegenen Georgenthalweiher speist. Östlich liegen die Ortschaften Ober- und Unterhöhberg. Östlich erhebt sich der Höhberg, nördlich der Hintere Mönchsberg. Nordöstlich des Berges liegt der nördlichste Punkt des Landkreises Weißenburg-Gunzenhausen.

### Naturräumliche Zuordnung
Der Mönchsberg gehört in der naturräumlichen Haupteinheitengruppe Fränkisches Keuper-Lias-Land (Nr. 11), in der Haupteinheit Mittelfränkisches Becken (113) und in der Untereinheit Spalter Hügelland (113.4) zum Naturraum des Nördlichen Spalter Hügellands (113.41).